# Dê Nera Verzasca
Dê Nera Verzasca, còn được gọi là Dê Nera di Verzasca hoặc Dê Verzaschese, là một giống dê bản địa thuộc nhóm dê nhà màu đen từ Valle Verzasca, thuộc bang Ticino thuộc khu vực miền nam Thụy Sĩ, cũng là nguồn gốc cái tên của giống dê này. Giống dê này được nuôi dưỡng ở khu vực phát xuất và ở các tỉnh Como, Varese và Verbano Cusio Ossola thuộc miền bắc Lombardy, phía bắc Italy.

## Số lượng
Tại Ý, Verzaschese là một trong bốn mươi ba giống dê bản địa phân bố hạn chế, trong đó một cuốn sách về giống loài này được lưu giữ bởi Associazione Nazionale della Pastorizia, hiệp hội chăn nuôi cừu và dê quốc gia Ý. Ở Thụy Sĩ, Nera Verzasca là một trong những giống dê có nguy cơ tuyệt chủng. Một cuốn sách về giống dê này được lưu giữ bởi Schweizerischer Ziegenzuchtverband hoặc Federazione svizzera d'allevamento caprino, Hiệp hội Các nhà Lai tạo Dê Liên bang Thụy Sĩ. Trong năm 2010, tổng số lượng dê giống này ở cả hai nước là 3014, trong số đó có 1902 con, hay khoảng 63% ở Ý. Vào cuối năm 2013, số lượng dê được đăng ký ở Ý được báo cáo với nhiều số liệu khác nhau là 1388 và 1529, và ở Thụy Sĩ dao động trong khoảng từ 2200 đến 2300 con.

## Công dụng
Năng suất sữa trung bình trên mỗi chu kỳ của Nera Verzasca được xác định vào năm 2003 đạt mức 185 lít đối với dê mới sinh một lứa, 318 l đối với dê sinh được hai lứa và 365 lít đối với các con đã sinh nhiều lứa. Một nghiên cứu trong giai đoạn từ năm 2008 đến năm 2010 cho thấy năng suất sữa trung bình của giống dê này là 373 lít trong 208 ngày và trung bình trong sữa có 3,5% chất béo và 3,06% protein. Ở Ý, sữa được sử dụng để làm pho mát caprino như Formaggella del Luinese, đạt tiêu chuẩn DOP, trong khi ở Thụy Sĩ phần lớn được làm thành Büscion, phô mai sữa dê tươi; ricotta được sản xuất ở cả hai khu vực.
Dê được giết mổ ở tuổi trung bình là 41 ngày, với trọng lượng trung bình là 14 kg.